# ماسک (آلبوم ونگلیس)
«ماسک» آلبومی از هنرمند اهل یونان ونگلیس است که در سال ۱۹۸۵ میلادی منتشر شد.